# Tatiana Tiburcio
Tatiana Tiburcio (Rio de Janeiro, 29 de maio de 1977), é uma atriz brasileira, idealizadora do projeto artístico "Negro Olhar - Ciclo de Leituras Dramatizadas com Autores e Artistas Negros".

## Biografia
Tiburcio nasceu no bairro do Flamengo, na cidade do Rio de Janeiro em maio de 1977. Ingressou na Escola Técnica Estadual de Teatro Martins Penna em meados de 1997, aos vinte anos, e estudou História da Arte na Universidade Estadual do Rio de Janeiro.

## Trajetória
Integrante do Amok Teatro, foi indicada ao Prêmio Shell no ano de 2015 como melhor atriz por seu trabalho na peça "Salina - A última vértebra".
Atuou pela primeira vez em televisão na minissérie Subúrbia, protagonizada por Érika Januza. Em 2014, interpretou Jandira na novela Meu Pedacinho de Chão.
Interpretou Chica na novela Sol Nascente, líder do grupo de caiçaras que reside na cidade onde se passa trama da novela. Em 2019 fez parte do filme M8, como Emília.
Em 2020, integrou o grande elenco de Falas Negras, um programa especial do Dia da Consciência Negra, interpretando a doméstica Mirtes de Souza, personagem baseado na história real de uma mãe cujo filho de 5 anos caiu de um prédio de luxo em Recife. Por sua atuação, Tatiana venceu o Troféu APCA de melhor atriz, dividindo o prêmio com Camila Morgado, por Bom Dia, Verônica.
Está no elenco do filme M8 - Quando a Morte Socorre a Vida de Jeferson De como Emília, mãe de um jovem negro desaparecido.
Em 2023, foi escalada para interpretar Jussara, a mãe de Aline, da telenovela Terra e Paixão.

## Filmografia

### Televisão
| Ano     | Título                      | Personagem                       | Notas                                                  |
| ------- | --------------------------- | -------------------------------- | ------------------------------------------------------ |
| 2006    | Sinhá Moça                  | Nena                             | Participação Especial                                  |
| 2006    | Páginas da Vida             | Cátia                            | Participação Especial                                  |
| 2012    | Suburbia                    | Amélia (Amelinha)                |                                                        |
| 2013    | Flor do Caribe              | Nossa Senhora Aparecida          |                                                        |
| 2014    | Meu Pedacinho de Chão       | Jandira da Silva                 |                                                        |
| 2016–17 | Sol Nascente                | Maria Francisca (Chica)          |                                                        |
| 2018    | Malhação: Viva a Diferença  | Cristiane Pereira (Mãe de Fio)   | Episódios: "1 de janeiro–5 de março"                   |
| 2018    | Pais de Primeira            | Drª. Laura                       | Episódio: "Dois Pauzinhos"                             |
| 2019    | A Dona do Pedaço            | Aracely                          | Episódio: "7 de outubro"                               |
| 2020    | Falas Negras                | Mirtes Souza                     | Especial de fim de ano                                 |
| 2021    | Verdades Secretas II        | Graça Santiago                   | Episódios: "24–25"                                     |
| 2021    | Sob Pressão                 | Elis                             | Episódio: "5"                                          |
| 2022    | Um Lugar ao Sol             | Esther                           | Episódio: "8 de janeiro"                               |
| 2022    | As Seguidoras               | Jaqueline Rocha (Detetive Rocha) |                                                        |
| 2022    | Bom Dia, Verônica           | Antônia                          | Episódios: "Perdas e Ganhos" "Entre o Céu e o Inferno" |
| 2023–24 | Terra e Paixão              | Jussara Barroso                  |                                                        |
| 2023    | Anderson Spider Silva       | Edith Silva                      |                                                        |
| 2023    | Amar é Para os Fortes       | Rita                             |                                                        |
| 2024    | O Jogo que Mudou a História | Jacqueline                       |                                                        |
| 2024–25 | Garota do Momento           | Vera Machado (Verinha)           |                                                        |

### Cinema
| Ano  | Título                             | Personagem/Função             | Nota           |
| ---- | ---------------------------------- | ----------------------------- | -------------- |
| 2018 | A Face Negra do Amor               | Diretora/Roteirista/Produtora | Curta-metragem |
| 2019 | Rosas                              | Negra Rosa                    | Curta-metragem |
| 2020 | M8 - Quando a Morte Socorre a Vida | Emília                        |                |
| 2023 | Nosso Sonho                        | Dona Etelma                   |                |
| 2023 | Casamento à Distância              |                               |                |
| 2023 | Revolta dos Malês                  |                               |                |

## Prêmios e indicações
| Ano  | Premiação                                              | Categoria                             | Nomeações                  | Resultado |
| ---- | ------------------------------------------------------ | ------------------------------------- | -------------------------- | --------- |
| 2014 | Prêmio Movimentos Criativos Itaú Cultural              | Artes                                 | Projeto Negro Olhar        | Venceu    |
| 2015 | Prêmio Shell                                           | Melhor Atriz                          | Salina - A Última Vértebra | Indicada  |
| 2015 | Prêmio Questão de Crítica                              | Coreografia/ Direção de Movimento     | Salina - A Última Vértebra | Venceu    |
| 2020 | Top Indie Film Awards                                  | Melhor Atriz                          | Rosas                      | Venceu    |
| 2020 | Eastern Europe Film Festival                           | Melhor Atriz                          | Rosas                      | Venceu    |
| 2020 | Brazil International Monthly Independent Film Festival | Melhor Atriz Coadjuvante              | Rosas                      | Venceu    |
| 2020 | Indie Shorts Film Festival                             | Melhor Atriz Coadjuvante              | Rosas                      | Venceu    |
| 2020 | Melhores do Ano Minha Novela                           | Melhor Atriz Coadjuvante              | Falas Negras               | Indicada  |
| 2020 | Pena de Prata                                          | Melhor Elenco em Minissérie/ Especial | Falas Negras               | Indicada  |
| 2020 | Pena de Prata                                          | Prêmio Honorário                      | Falas Negras               | Venceu    |
| 2021 | Prêmio APCA de Televisão                               | Melhor Atriz                          | Falas Negras               | Venceu    |
| 2023 | Prêmio Shell de Teatro - SP                            | Melhor Direção (com Lázaro Ramos)     | O Método Grönholm          | Indicada  |
| 2023 | Melhores do Ano - Duh Secco                            | Atriz Coadjuvante                     | Terra e Paixão             | Indicada  |
| 2024 | Prêmio Ubuntu Potências Negras                         | Cenas Pretas (Atriz)                  | Garota do Momento          | Venceu    |

## Ligações Externas
- Tatiana Tiburcio. no IMDb.